# Lilla Vargens universum
Lilla Vargens universum är det tredje fiktiva universumet inom huvudfåran av de tecknade disneyserierna - de övriga två är Kalle Ankas och Musse Piggs universum.
Figurerna runt Lilla Vargen kommer huvudsakligen från tre källor - dels persongalleriet i kortfilmen Tre små grisar från 1933 och dess uppföljare, dels långfilmen Sången om Södern från 1946, och dels från episoden "Bongo" i långfilmen Pank och fågelfri från 1947. Framför allt de två första har sedermera även kommit att leva vidare, utvidgas och införlivas i varandra genom tecknade serier, främst sådana producerade av Western Publishing för amerikanska Disneytidningar under åren 1945-1984.
Världen runt Lilla Vargen är, i jämförelse med den runt Kalle Anka eller Musse Pigg, inte helt enhetlig, vilket bland annat märks i Bror Björns skiftande personlighet. Den har även varit betydligt öppnare för influenser från andra Disneyvärldar, inte minst de tecknade långfilmerna. Ytterligare en skillnad är att varelserna i vargserierna förefaller stå närmare sina förebilder inom den verkliga djurvärlden. Att vargen Zeke vill äta upp grisen Bror Duktig är till exempel ett ständigt återkommande tema, men om katten Svarte Petter skulle få för sig att äta upp musen Musse Pigg skulle detta antagligen höja ett och annat ögonbryn bland läsarna.
Att vargserierna står närmare folksagorna märks vidare på att flera klassiska sagofigurer, däribland så har Rödluvan, Gåsmor och Mary från barnvisan Mary had a Little Lamb, ibland förekommit.
Det är allmänt underförstått att Lilla Vargen och hans umgängeskrets bor i skogen utanför Ankeborg, även om detta sällan nämns i serierna. Under 1950-talet förekom någon gång Vargeby som namn på bebyggelse intill vargarnas skog, och 1967 medverkar Zeke Varg i Kalle Ankas universum då han försöker stjäla Farmor Ankas kycklingar med hjälp av Bror Vessla. Vid ett tillfälle 1975 möts Zeke Varg och Joakim von Anka då en av Joakims bilar för värdetransport kör förbi området där Zeke Varg och de övriga bor. Det visar sig där att Joakim von Anka och Zeke Varg känner till varandra och att Joakim dessutom sedan förut känner till att Zeke Varg brukar dessemellan försöka fånga grisarna.

## Familjen Varg

### Zeke M. Varg
Zeke Midas Varg, alias Stora Stygga Vargen (orig. Zeke Wolf, The Big Bad Wolf), är en figur med ursprung i flera folksagor, främst Tre små grisar, och inkorporerades i Disneys värld i och med kortfilmen med samma namn från 1933. Filmen fick tre uppföljare i Den stora stygga vargen (The Big Bad Wolf, 1934), Tre små vargar (Three Little Wolves, 1936) och Tre små grisar på vift (The Practical Pig, 1939), alla med vargen och de tre små grisarna i huvudrollerna. I filmerna, liksom i de senare tecknade serierna, är vargen ständigt ute efter att få sätta sina tänder i kultingarna.
I januari 1936 överfördes vargen till seriemediet i och med söndagsserien Silly Symphonies av Ted Osborne och Al Taliaferro. 1938 återkom de i samma serie med serieversionen av den fjärde filmen. Under dessa år förekom vargen även i kortare serier i den brittiska serietidningen Mickey Mouse Weekly.
Först 1945 tog vargens seriekarriär fart på allvar, i och med nummer 52 av serietidningen Walt Disneys Comics & Stories, med manus av Chase Craig och teckningar av Carl Buettner. Denna serie introducerade även vargens förnamn, Zeke, liksom hans son, Lilla Vargen. Redan de två sista av 1930-talets filmer hade visat vargen som far - här hade barnaskaran dock bestått av tre vargungar (utan namn) som var lika stygga som sin far. I och med införandet av Lilla Vargen fick nu Zeke ytterligare ett problem i jakten på grisarna eftersom Lilla Vargen är bästa vän med dem.
I serierna utvidgades världen runt Zeke ytterligare. Bror Björn flyttade in nästgårds och blev de tre små grisarnas beskyddare, men också ett potentiellt rånoffer - björnens höns och grönsaker är hett eftertraktade av vargen. Vidare blev Zeke medlem av Banditklubben, ur vilken han ständigt hotas av uteslutning tack vare sin ouppfostrade, snälle, son. I en serie (på svenska i Kalle Anka & C:o 8/1950) avslöjas hans mellannamn - Midas. Och med tiden kom även fler medlemmar av familjen Varg att dyka upp.
I folksagorna och filmerna hade vargens farligaste vapen i jakten på grisarna varit hans enorma lungkapacitet och förmågan att blåsa ner deras hus. Detta har dock kommit att tonas ned något i serierna.
En satir av Zeke Varg, med samma namn och samma utseende, förekommer även som krögare i Charlie Christensens tecknade serie Arne Anka.

### Lilla Vargen
Lilla Varg, tidigare ofta Lilla Stygga Vargen (orig. Li'l Bad Wolf) är Zeke Vargs son. Till skillnad från sin far har han inte förekommit i några filmer, utan skapades för serietidningen Walt Disney's Comics & Stories nummer 52 (januari 1945) i en serie som på svenska publicerats i Kalle Anka & C:o nummer 4/2005 - nästan på dagen 60 år efter seriens första publicering.
Till skillnad från sin far är Lilla Vargen - något egentligt förnamn har aldrig nämnts - inte alls "stygg". Hans snällhet är ett ständigt återkommande skäl till familjegräl, liksom det faktum att han är bästa vän med de tre små grisarna.

### Kusin Izzy / Smockan Varg
Lilla vargens kusin. Stora stygga vargen brukar bjuda hem honom för att han ska ha dåligt inflytande på Lilla Vargen.
I vissa Kalle Anka-tidningar har han även kallats Fräcke Fritz. Ibland nämns även någon som kallas för Lille Slyngel, det är dock okänt ifall detta är samma varg som Izzy eller någon annan.

### Zeb Varg
Stora stygga vargens bror, betydligt elakare än Zeke. Pappa till Izzy. Notera dock att i den första serien som Zeb är med i så kallas han endast för Zekes vän. Där har hans son inte något speciellt förnamn.

### Farmor Varg
Farmor Varg är Zekes mor. Hon är, till skillnad från sin son, mycket godhjärtad. Hon vill inte jaga grisarna och Lilla Vargen tycker mycket om henne för det. Hon är även mycket listig och lyckas på så vis veta vad hennes son har hittat på.

### Farfar Varg
Stora stygga vargens far. Lika elak som sin son.

## Tre små grisar

### Bror Duktig
(Namn på originalspråket: Practical Pig)
Bror Duktig är den klokaste av de tre bröderna. Han lyckas lista ut vad Zeke har för planer och kommer med goda råd och tips till Lilla Vargen. Han ser till så att bröderna sköter sig och skyddar dem mot vargens påhopp. Liksom Farmor Varg är han väldigt smart och listig, vilket leder till att han är den som räddar sina bröder.

### Bror Hurtig och Bror Lustig
(Orig. Fifer Pig and Fiddler Pig)
De här två grisarna har till skillnad från Bror Duktig aldrig fått sin personlighet särskilt utvecklad; de tänker mest på att roa sig på olika vis. Det är oftast de som råkar illa ut, och då är det Bror Duktig som får rädda dem.

## Familjen Björn

### Bror Björn
Bror Björn (orig. Br'er Bear) dök för första gången upp tillsammans med Bror Kanin och Bror Räv i långfilmen Sången om Södern från 1946. Vid mitten av 1940-talet var han även flitigt förekommande i söndagsserien "Bror Kanin", och i december 1946 dök han för första gången upp i en serietidning - i nummer 129 av magasinet Four Color. Fyra månader senare, i april 1947, dök han för första gången upp i en vargserie; Yrke som yrke i Walt Disney's Comics & Stories nummer 74 (på svenska bl.a. i Kalle Anka & C:o 1/1948 och 44/1968).
Bror Björns karaktär skiljer sig på ett anmärkningsvärt sätt mellan hans uppträdande tillsammans med Lilla Varg och Zeke Varg och tillsammans med Bror Kanin. I "Sången om Södern" liksom i serierna med Bror Kanin är Bror Björn en rätt korkad figur, vapendragare till den betydligt klipskare Bror Räv, och tillsammans med honom ständigt ute efter att fånga och äta upp kaninen.
Då han uppträder i vargserierna är han en betydligt mer sympatisk person, med fru och barn. Han utmärks fortfarande inte av någon större intelligens, men står ständigt på de tre små grisarnas sida mot Stora Stygga Vargen och skyddar dessa från att bli fångade av Zeke. Ett annat återkommande tema är vargens försök att stjäla Bror Björns höns eller grönsaker.
I enstaka serier har man försökt förklara skillnaderna med att det egentligen rör sig om två olika björnar, men förklaringen har aldrig slagit igenom ordentligt.
Under åren 1948 och 1949 gick Bror Björn under namnet Mäster Björn i Kalle Anka & C:o. Under Axel Norbecks tid som tidningens översättare talade han dessutom på tydlig lantlig dialekt - en detalj som dock försvann då Per Anders Westrin tog Norbecks plats.

### Miranda Björn
Bror Björns fru. Har även i enstaka serier kallats Elvira.

## Banditklubben

### Bror Räv
Bror räv (orig. Br'er Fox) härrör precis som Bror Kanin och Bror Björn från filmen Sången om Södern (1946), och dök tillsammans med dem även upp i söndagsserien "Bror Kanin". Sedermera dök han även upp som en av medlemmarna i Banditklubben (första gången detta hände var 1949 i en serie som på svenska bland annat publicerats i Kalle Anka & C:o 8/1950 och 28/1968), men blev med tiden allt sällsyntare i detta sammanhang.
Bror Räv fanns med i folksagorna om Bror Kanin långt innan dessa blev en del av Disney-världen. Som oftast är fallet med rävar i sagorna fick Bror Räv här rollen som den listige antagonisten till Bror Kanin, medan Bror Björn blev den korkade sidofiguren. Dessa roller kom att bibehållas i Disneyserierna - även om Bror Rävs intelligens här mattades av något.
I tidiga årgångar av Kalle Anka & C:o gick Bror Räv ibland under namnet "Mickel Räv", samt blandades tidvis även samman med sin snarlike artfrände "Redlige John" från Pinocchio.

## Runt Bongo

### Klumpkäft
(orig. Lumpjaw)

## Runt Piff & Puff

### Piff & Puff
huvudartikel: Piff och Puff
Två små jordekorrar som hoppar runt mellan de olika universumen.

## Övriga filmfigurer
Utöver ovan nämnda figurer var även flera figurer från 1930- och 1940-talets tecknade långfilmer relativt vanligt förekommande i tidiga serier med Lilla Vargen, Bror Kanin och Piff & Puff. Framför allt kan nämnas:
- Från Bambi: Bambi (både som kid och fullvuxen) och Stampe
- Från Pinocchio: Benjamin Syrsa, Blå Fen, Pinocchio, Gideon och Redlige John
- Från Snövit och de sju dvärgarna: Häxan och Dvärgarna
- Från Dumbo: Dumbo och Timothy
- Från Peter Pan: Tingeling